# دیتس، آلمان
شهر دیز، آلمان در ایالت راینلند-فالتز در کشور آلمان واقع شده است.